# Westminster (South Carolina)
Westminster is een plaats (city) in de Amerikaanse staat South Carolina, en valt bestuurlijk gezien onder Oconee County.

## Demografie
Bij de volkstelling in 2000 werd het aantal inwoners vastgesteld op 2743.
In 2006 is het aantal inwoners door het United States Census Bureau geschat op 2684, een daling van 59 (-2,2%).

## Geografie
Volgens het United States Census Bureau beslaat de plaats een oppervlakte van
8,9 km², geheel bestaande uit land. Westminster ligt op ongeveer 291 m boven zeeniveau.

## Plaatsen in de nabije omgeving
De onderstaande figuur toont nabijgelegen plaatsen in een straal van 20 km rond Westminster.